# Anthem (sang)
 For alternative betydninger, se Anthem. (Se også artikler, som begynder med Anthem)
Anthem er en engelsk komposition af en, ofte,  religiøs tekst. 
Udtrykket dækker over en festsang, og udtrykker normalt et symbol for en bestemt gruppe af individer eksempelvis en national- eller kirkesang. 